# O mare familie
O mare familie este cel de-al șaptelea album de studio al trupei La Familia (sau Sișu & Puya), și al treilea material al trupei scos sub numele de Sișu & Puya, după Foame de bani (2004) și Pune-i la pământ (2005). Albumul a fost lansat pe data de 01 iunie 2006, prin „Roton” / „R.U.L.” (Roton Urban Label). Albumul a fost înregistrat în studioul „Scandalos Music”, după ce Sișu a executat 3 ani de închisoare în perioada octombrie 2003 - octombrie 2005 datorită consumului de droguri, însă după aproximativ 7 luni de la eliberare, adică cu aproximativ o lună înainte de lansarea albumului, mai exact mai 2006, acesta este arestat din nou pentru trafic de droguri de mare risc și deținere ilegală de droguri pentru consum propriu (perioada mai 2006 - octombrie 2007). 
Albumul a fost promovat de maxi-single-ul Pune-i la pământ lansat în decembrie 2005, iar albumul a beneficiat de 3 videoclipuri, acestea fiind Pune-i la pământ, Mai vrei în colaborare cu C.I.A. și Alex Velea și Mișcă-te, însă pe piesa Mișcă-te versurile lui Sișu pe versiunea de videoclip sunt interpretate de Gigis deoarece Sișu în acea perioadă, mai exact octombrie 2006, atunci când s-a filmat videoclipul, era la închisoare. 
Ca invitați pe album îi avem pe Supered (pe Aici e România), C.I.A. (pe Mai vrei), Alex Velea (pe Mai vrei și Binecuvântat), Aleko (pe Ignorant), Ada (pe Care-i șmecheria), Bogdan Dima (pe Cămin fericit), Codu' Penal (doar Shobby și Cabron fără DJ CB, pe Dependent), Cabron (pe Când venim), Nicoleta „Nico” Matei (pe Generații), Brugner (pe Care-i șmecheria), Verbal (pe O familie de bagabonți), Moni-K și Ross (pe Revers inedit). Albumul conține 18 piese iar membrii trupei ca și pe maxi-single-ul Pune-i la pământ, erau tot Puya, Sișu și Dj Wicked, acesta fiind al doilea material al trupei lansat sub această componență.
Discul a fost vândut în mai mult de 10.000 de exemplare, trupa câștigând un Disc de aur pentru acest album.

## Ordinea pieselor pe disc
Tracklist
| Nr.             | Titlu                                              | Autor(i)                        | Text                                    | Lungime |  |
| 1.              | „Aici e România” (feat. Supered)                   | Călin Moraru                    | Sișu, Puya și Supered                   | 4:35    |  |
| 2.              | „Mai vrei” (feat. C.I.A. și Alex) (versiune video) | Byga                            | Sișu, Puya, Byga, Phila, Rashid și Alex | 4:25    |  |
| 3.              | „Ignorant” (feat. Aleko și Ada)                    | Călin Moraru                    | Sișu, Puya și Aleko                     | 4:02    |  |
| 4.              | „Stai calm”                                        | Călin Moraru                    | Puya și Sișu                            | 3:50    |  |
| 5.              | „Binecuvântat” (feat. Alex)                        | Călin Moraru                    | Sișu, Puya și Alex                      | 3:33    |  |
| 6.              | „Când venim” (feat. Cabron)                        | Călin Moraru                    | Sișu, Puya și Cabron                    | 3:45    |  |
| 7.              | „Cămin fericit” (feat. Dima)                       | Aleko                           | Sișu și Puya                            | 4:10    |  |
| 8.              | „Nu ați înțeles nimic”                             | Puya, Călin Moraru și Dj Wicked | Sișu și Puya                            | 4:19    |  |
| 9.              | „Generații” (feat. Nico)                           | Dj Wicked, Oxi și Călin Moraru  | Sișu și Puya                            | 3:13    |  |
| 10.             | „Mișcă-te”                                         | Aleko și Călin Moraru           | Sișu și Puya                            | 3:42    |  |
| 11.             | „Care-i șmecheria” (feat. Brugner și Ada)          | Călin Moraru                    | Sișu, Puya și Brugner                   | 4:10    |  |
| 12.             | „Asta e pentru”                                    | Puya și Călin Moraru            | Sișu și Puya                            | 3:11    |  |
| 13.             | „V.I.P.”                                           | Puya și Călin Moraru            | Sișu și Puya                            | 3:34    |  |
| 14.             | „O familie de bagabonți” (feat. Verbal)            | K-rie                           | K-rie, Baboi, Sișu și Puya              | 4:23    |  |
| 15.             | „Dependent” (feat. Shobby și Cabron)               | Cabron                          | Shobby, Sișu și Cabron                  | 4:30    |  |
| 16.             | „Revers inedit” (feat. Ross și Moni-K)             | Călin Moraru                    | Sișu, Puya și Ross                      | 4:08    |  |
| 17.             | „Mai vrei” (feat. C.I.A. și Alex) (versiune album) | Byga                            | Sișu, Puya, Byga, Phila, Rashid și Alex | 5:29    |  |
| 18.             | „Pune-i la pământ”                                 | Silviu Păduraru                 | Sișu și Puya                            | 4:13    |  |
| Lungime totală: | Lungime totală:                                    | Lungime totală:                 | Lungime totală:                         | 66:46   |  |